# SC Minerva-Rasenfreunde Breslau
Der SC Minerva-Rasenfreunde Breslau (vollständiger Name Sportclub Minerva-Rasenfreunde 09 Breslau) war ein deutscher Sportverein aus Breslau.

## Geschichte
Der Verein wurde 1927 gegründet als der BV Minerva 09 Breslau (1909 gegründet) und der Verein Breslauer Rasenfreunde miteinander fusionierten. Innerhalb der südostdeutschen Meisterschaft stieg die Fußball-Mannschaft zur Saison 1927/28 in die A-Liga Breslau auf. Mit 3:41 Punkten landete die Mannschaft am Ende der Saison aber auf dem 12. und damit letzten Platz. In den Relegationsspielen gegen den Sieger der B-Liga SC Germania Breslau, verlor die Mannschaft ebenfalls nach Hin- und Rückspiel mit 1:7 und musste damit wieder absteigen.
Nach der Machtergreifung der Nationalsozialisten gelang es dann erst nach der Saison 1938/39 an der Aufstiegsrunde zur zweitklassigen Bezirksliga Mittelschlesien als Sieger der 1. Kreisklasse teilzunehmen. Mit 12:4 Punkten gelang dann über den zweiten Platz der Runde auch der Aufstieg zur darauffolgenden Saison. Mit 11:13 Punkten reicht es dann aber nur für den fünften Platz der Gruppe, womit die Mannschaft sofort wieder in die 1. Kreisklasse absteigen musste.
Durch die Strukturreform der Ligen zur Saison 1941/42 durfte der SC dann innerhalb der Gruppe Breslau auch wieder zweitklassig spielen. Mit 17:11 Punkten reichte es dann sogar für den zweiten Platz hinter dem LSV Immelmann. Dieser Platz konnte dann in der darauffolgenden Saison mit 12:8 Punkten auch wiederholt werden.
Nach dieser Saison wurde die 1. Klasse aufgelöst und alle Vereine, die sich nicht vorher vom Spielbetrieb zurückgezogen hatten, zur nächsten Saison in die erstklassige Gauliga Niederschlesien eingegliedert. Minerva wurde dort in der Gruppe Breslau in die Staffel A einsortiert und konnte mit 4:12 Punkten am Ende der Saison den vierten Platz erlangen. Durch den fortschreitenden Zweiten Weltkrieg kam es dann in der darauffolgenden Spielzeit nur noch in Breslau zu einem lokalen Spielbetrieb, welcher jedoch auch schnell wieder beendet wurde. Hieran nahm die Minerva in einer Kriegsspielgemeinschaft mit dem SC Vorwärts Breslau auch teil. Diese Verbindung sollte dabei jedoch nur über ein Spiel halten, welches mit 9:4 Toren jedoch sogar gewonnen werden konnte. Am Ende des Krieges wurde die KSG wie auch der Verein dann aufgelöst.